# بخش‌های دپارتمان لوت-ا-گرون
بخش‌های دپارتمان لوت-ا-گرون (انگلیسی: Arrondissements of the Lot-et-Garonne department) شامل ۴ بخش به شرح زیر است:
1. بخش اژن با ۷۱ کمون (فرانسه) و جمعیت ۱۲۰ هزار نفر در سال ۲۰۱۳ می‌باشد.
2. بخش مرماند با ۹۸ کمون (فرانسه) و جمعیت ۸۳ هزار نفر در سال ۲۰۱۳ می‌باشد.
3. بخش ویلنوو-سور-لوت با ۹۲ کمون (فرانسه) و جمعیت ۹۰ هزار نفر در سال ۲۰۱۳ می‌باشد.
4. بخش نرک با ۵۸ کمون (فرانسه) و جمعیت ۳۹ هزار نفر در سال ۲۰۱۳ می‌باشد.